# Ala I Lemavorum
El Ala I Lemavorum fue una unidad auxiliar del ejército imperial romano del tipo ala quinquagenaria, documentada en las segunda mitad del siglo II.

## Historia
Este ala fue reclutada de entre los varones del pueblo de los lemavos del convento jurídico lucense de la provincia Tarraconense. Nuestro conocimiento sobre ella se debe a una única inscripción, que recoge la carrera del caballero romano Cayo Venecio Voconiano, natural del municipio Urgavo (Arjona, Jaén, España), quien dirigió la unidad en su tertia militia en algún momento de la segunda mitad del siglo II.